# Otiothops oblongus
Otiothops oblongus är en spindelart som beskrevs av Simon 1891. Otiothops oblongus ingår i släktet Otiothops och familjen Palpimanidae. Inga underarter finns listade i Catalogue of Life.